# وينيفرد أتويل
يونا وينيفرد أتويل (27 فبراير 1914 – 28 فبراير 1983) والمعروفة بوينيفرد أتويل هي عازفة بيانو ترينيدادية اشتهرت في المملكة المتحدة وأستراليا خلال فترة الخمسينات باحترافها عزف راجتايم وبوجي ووجي، حيث بلغت مبيعات إنتاجاتها أكثر من 20 مليون نسخة مباعة. وتعتبر أول سيدة ذات بشرة سمراء التي تحقق المركز الأول في تصنيف مجموعة يو كاي سنغلس تشارتس والوحيدة التي حققت ذلك.

## روابط خارجية
- وينيفرد أتويل على موقع ميوزك برينز (الإنجليزية)
- وينيفرد أتويل على موقع أول ميوزيك (الإنجليزية)
- وينيفرد أتويل على موقع أول ميوزيك (الإنجليزية)
- وينيفرد أتويل على موقع أول ميوزيك (الإنجليزية)
- وينيفرد أتويل على موقع أول ميوزيك (الإنجليزية)
- وينيفرد أتويل على موقع أول ميوزيك (الإنجليزية)
- وينيفرد أتويل على موقع ديسكوغز (الإنجليزية)

- الموقع الرسمي
- الديسكوغرافيا